# Холодная война (Доктор Кто)
«Холодная война» (англ. Cold War) — восьмая серия седьмого сезона возрождённого в 2005 году британского научно-фантастического телесериала «Доктор Кто». Третья серия второй половины сезона. Её премьера состоялась 13 апреля 2013 года на канале BBC One в Великобритании. Сценарий эпизода написал Марк Гэтисс, а режиссёром выступил Дуглас Маккиннон.
В серии инопланетный путешественник во времени Доктор (Мэтт Смит) и его спутница Клара Освальд (Дженна-Луиза Коулман) оказываются на советской атомной подводной лодке в 1983 году во время холодной войны, где Ледяной воин с Марса гранд-маршал Скалдак возвращается к жизни и начинает борьбу против всего человечества.
В эпизоде состоялось первое в возрождённом сериале появление Ледяных воинов, которые в последний раз присутствовали в эпизоде с Третьим Доктором «Монстр Пеладона» (1974). В Великобритании в день премьеры серию посмотрели 7,37 миллионов зрителей. Она получила в основном положительные отзывы критиков.

## Предыстория
Доктор — путешественник в пространстве и времени. Он выглядит как человек, но относится к расе Повелителей Времени с планеты Галлифрей, которые обладают способностью регенерировать (перерождаться) при получении смертельных повреждений. В результате регенерации Повелитель Времени меняет свою внешность и характер. В качестве способа передвижения Доктор использует ТАРДИС (англ. TARDIS — Time And Relative Dimension(s) In Space) — живую машину времени и одновременно космический корабль, внешне копирующую английскую синюю полицейскую будку из 1960-х годов, но вмещающую в себя огромное пространство. В своих путешествиях Доктор спасает разные миры, в том числе и человечество. Практически всегда его сопровождает спутник или спутница. Доктор обладает интеллектом гения. В качестве подручного инструмента для осуществления мелких операций с предметами (запирание-отпирание замков, починка приборов, сканирование чего-либо и т. п.) им применяется звуковая отвёртка.
25 декабря 2009 и 1 января 2010 года были показаны две части рождественского специального выпуска «Доктора Кто» под названием «Конец времени». В силу сложившихся обстоятельств (получена большая доза радиации, несовместимая с жизнью) Десятый Доктор регенерировал в Одиннадцатого Доктора.

## Сюжет
В 1983 году во время холодной войны советская атомная подводная лодка под командованием капитана Жукова (Лиам Каннингем) терпит бедствие в водах Северного полюса. На борту подлодки материализуется ТАРДИС — неожиданно для Доктора и его спутницы Клары Освальд, которые отправились на ней в Лас-Вегас. Как только путешественники покидают машину времени, она исчезает.
Доктор помогает подводникам остановить погружение лодки на дно. После чего они подвергаются нападению монстра, в котором Доктор узнаёт Ледяного воина с Марса. Тот представляется как гранд-маршал Скалдак (Спенсер Уилдинг, голос Николас Бриггс).
Марсианина удаётся заковать в цепи в одном из отсеков субмарины. Доктору рассказывают, что лодка искала нефть на Северном полюсе, когда было найдено замёрзшее во льду тело, по мнению профессора Грисенко (Дэвид Уорнер), это был мамонт, поэтому глыбу с телом вырезали и погрузили на борт, чтобы разморозить в Москве. Но марсианин вырвался изо льда и начал нападать на команду подлодки.
Доктор вынужден отправить Клару в отсек к Скалдаку в надежде уговорить его прекратить вражду с подводниками. Марсианин сообщает Доктору через переговорное устройство Клары, что он отправил сигнал другим Ледяным воинам, но никто ему ни ответил, а значит он — последний выживший представитель своего вида. Профессор Грисенко говорит, что Скалдак находился во льду 5000 лет.
Скалдак считает, что в его жизни больше нет смысла. Он выбирается из своей брони и, перемещаясь по субмарине, убивает нескольких членов команды. Перед тем как убить лейтенанта Степашина (Тобайас Мензис), марсианин узнаёт от него о холодной войне и взаимном гарантированном уничтожении, если подлодка выпустит хотя бы одну ядерную ракету.
После возвращения в броню Скалдак готовится выпустить ракету. Доктор просит того пощадить Землю, а также угрожает взорвать субмарину в случае запуска ракеты. Неожиданно в небе появляется летающий корабль марсиан. Он поднимает лодку и телепортирует Скалдака на свой борт. Уже после перемещения Скалдак отменяет запуск ракеты.
Доктор, Клара и капитан Жуков выходят из лодки. Доктор объясняет спутнице, что ТАРДИС исчезла из-за того, что он недавно включил Враждебную Переместительную Систему (англ. TARDIS's HADS), которая телепортирует машину времени в другое место в случае опасности для неё. На вопрос Клары о том, где же сейчас находится ТАРДИС, Доктор отвечает, что она на Южном полюсе, и просит капитана Жукова помочь им добраться туда.

## Производство

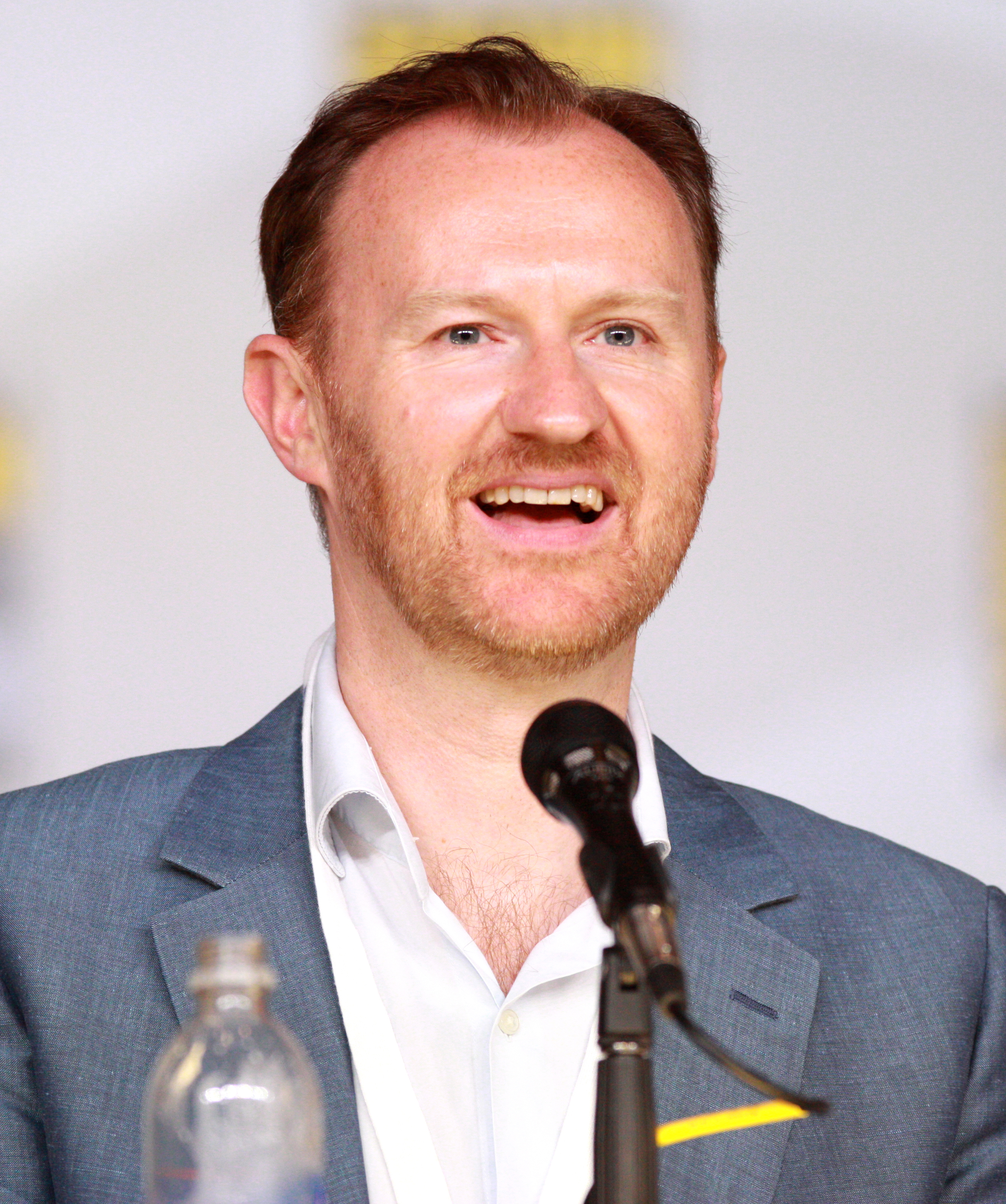
Сценарист эпизода
«Холодная война» Марк Гэтисс

Ледяные воины с Марса были популярными врагами Доктора в классическом сериале. Они появлялись вместе со вторым воплощением в эпизодах «Ледяные воины» (1967) и «Семена смерти» (1969), а позже вернулись в сериях «Проклятье Пеладона» (1972) и «Монстр Пеладона» (1974) с участием Третьего Доктора. Исполнительный продюсер сериала Стивен Моффат сомневался по поводу очередного возвращения марсиан, беспокоясь, что они были расценены зрителями классического сериала как «повод считать монстров из „Доктора Кто“ ерундовыми по умолчанию: существами, которые двигаются очень, очень медленно и говорят таким образом, что вы не можете разобрать ни слова из услышанного». Сценарист Марк Гэтисс, будучи поклонником Ледяных воинов, выступал за их возвращение. По словам Моффата, в телефонном разговоре с Гэтиссом, первоначально посвящённом их сериалу «Шерлок», тот предложил новые и «весьма умные» идеи того, что можно сделать с Ледяными воинами, и получил согласие. Продюсера «подкупил» сеттинг подводной лодки и возможность увидеть, как выглядят марсиане под своими костюмами. По мнению Гэтисса в сюжетной линии Ледяных воинов было много пробелов, требующих разъяснения в своё время.
Поместить Доктора, следовавшего зову о помощи, внутрь субмарины также было идеей Гэтисса. Исполнительный продюсер Кэролайн Скиннер описала историю следующими словами: «Огромный Ледяной воин помещается в центр классического фильма о подводниках в стиле "Охоты за „Красным октябрём“"». Гэтисс выбрал данный временной период, так как был «по-своему одержим» холодной войной, испытывая это ощущение несколько раз в 1980-х годах, когда опасность ядерного уничтожения была близка. Он также описывал серию как «признание в любви» к историям с «осадой базы», популярным во времена Второго Доктора. Эпизод содержит отсылку к серии «Кротоны» оригинального шоу, в которой Враждебная Переместительная Система ТАРДИС (англ. TARDIS's HADS) упоминалась в последний раз.
Пре-продакшн эпизода завершился 6 июня 2012 года, а съемки начались неделю спустя. Сцены, в которых персонажи промокшие, были достигнуты выливанием на актеров «галлонов и галлонов воды» перед каждым дублем. Дженна-Луиза Коулман назвала данный опыт «забавным», а по мнению Мэтта Смита это позволило упростить их игру. Также Коулман отметила, что из-за влажности процесс макияжа «поворачивался вспять». Для создания эффекта морской глубины использовалась подвешенная вверх дном модель субмарины.
В отличие от некоторых других возвращающихся в сериал монстров, вид Ледяных воинов был не сильно переработан. Гэтисс настаивал на сохранении основ оригинального дизайна. Моффат оправдывал это тем, что образ Ледяных воинов был недостаточно известен и не требовал переосмысления, и поэтому броня Скалдака является лишь «суперверсией оригинальной». Нил Гортон из студии Millennium FX, говоря о классическом дизайне монстров, подверг критике их «Lego-кисти» «странные, веретенообразные руки», «грузное тело», «почти женственные бедра» и «торчащий отовсюду мех». Обновленная версия, созданная в Millennium FX, осталась рептилией, но отличалась телосложением бодибилдера, изменёнными руками и ногами, а также стилизованным под латы телом. Для увеличения прочности и комфорта новый костюм изготовили из гибкого уретанового каучука вместо стекловолокна, используемого в оригинальном. Размеры были специально подобраны под фигуру Спенсера Уилдинга. Несмотря на кратковременное появление настоящей внешности марсианина на экране, Гортон утверждал, что в их студии также создали эту полноразмерную аниматронную модель.

## Релиз

### Показ
Серия «Холодная война» впервые транслировалась в Великобритании на канале BBC One 13 апреля 2013 года. Согласно окончательным данным, эпизод увидели 7,37 миллионов телезрителей, что сделало его пятой по популярности программой недели на канале. Кроме того, «Холодная война» получила 1,65 миллионов запросов на BBC iPlayer в течение апреля, став четвёртой наиболее популярной программой службы в этом месяце. Серия получила высокий индекс оценки 84.

### Оценка критиков
Эпизод получил в основном положительные отзывы критиков. По мнению Дэна Мартина из газеты The Guardian, серия являлась «вероятно лучшей в сезоне и лучшим вкладом Марка Гэтиса за всё время». Он высоко оценил переосмысление образа Ледяного воина и «напряжённую, туго закрученную, клаустрофобичную, но также душевную» атмосферу. Рецензент The Independent Нила Дебнат описала историю как «ловкую и умную», а также «кинематографически эстетичную и стильную». Журналист The Daily Telegraph Гэвин Фуллер поставил эпизоду четыре из пяти звёзд, охарактеризовав его «мастерски сделанным» и «захватывающим». Он высоко оценил сеттинг и диалоги, но посчитал советских персонажей малозначительными.
Обозреватель сайта Zap2it Джефф Беркшир отметил, что «Холодная война» получилась лучше, чем предыдущие эпизоды по сценариям Гэтисса «Фонарь идиота» и «Победа далеков», и высоко оценил игру приглашенных актёров. В рецензии на Digital Spy Морган Джеффри наградил серию пятью звёздами из пяти, назвав её «свежей и интересной», отметив «удивительный тон старый школы». Он написал, что в серии «был представлен самый лучший подбор приглашённых звёзд с момента возрождения шоу в 2005 году». Джеффри также понравилось новое появление Ледяных воинов. Аласдейр Уилкинс из The A.V. Club дал «Холодной войне» оценку «A», подчеркнув напряжённую атмосферу, «смелое новое направление», принятое в отношении марсиан, игру приглашённых звёзд и важность Клары. Рецензент IGN Марк Сноу поставил эпизоду 8,3 балла из 10. Сноу высоко оценил возвращение Ледяных воинов и назвал Скалдака «самым запоминающимся злодеем сериала на данный момент вследствие его непреклонного, подчас психопатического подхода к решению проблем, а также окружающей обстановки, которая помогла сделать громоздкий и тяжелый дизайн существа впечатляющим, а не до смешного старомодным». В то же время он обратил внимание на «эластичность» костюма марсианина и «беспорядочность» его мотивов. Эмили Ашер-Перрен в своём обзоре для Tor.com отнеслась к серии более критически, указывая на малое количество происходящих событий. Она назвала темп повествования «небрежным» и посчитала Скалдака неинтересным противником.
Рассел Левин из журнала SFX, оценив «Холодную войну» в четыре из пяти звёзд, похвалил подачу и режиссуру, а также Ледяного воина. С другой стороны, Левин отметил, что формат истории «осады базы» не был обыгран в повествовании. В Doctor Who Magazine № 460 Грэм Киббл-Уайт дал «Холодной войне» противоречивый отзыв. Он высоко оценил факт, что «действие стартует рано (очень рано) и затем не прекращается», и назвал редизайн Ледяного воина «лучшим переосмыслением одного из старейших врагов Доктора», однако отметил, что было «позорно лишать его пучков волос вокруг суставов», создающих «приятное ощущение органики на панцире» марсианина. Киббл-Уайт раскритиковал отсылку к кодексу чести Ледяных воинов и раскрытие истинного облика Скалдака, похожего на «не особенно запоминающуюся CGI-черепаху». Также он выразил мнение, что возможно это было «нарушением табу» для шоу. Николай Караев в своей рецензии на седьмой сезон шоу в журнале «Мир фантастики» назвал эпизод «худшим в сезоне», а его структуру он описал как «прямолинейный квест». Журналист отметил следующее: «Марсианский гранд-маршал Скалдак уныл и скучен, подводники стереотипны, да и фамилии Жуков, Степашин и Онегин наводят на мысль, что знания сценариста о России весьма поверхностны».